# Золотий мільярд

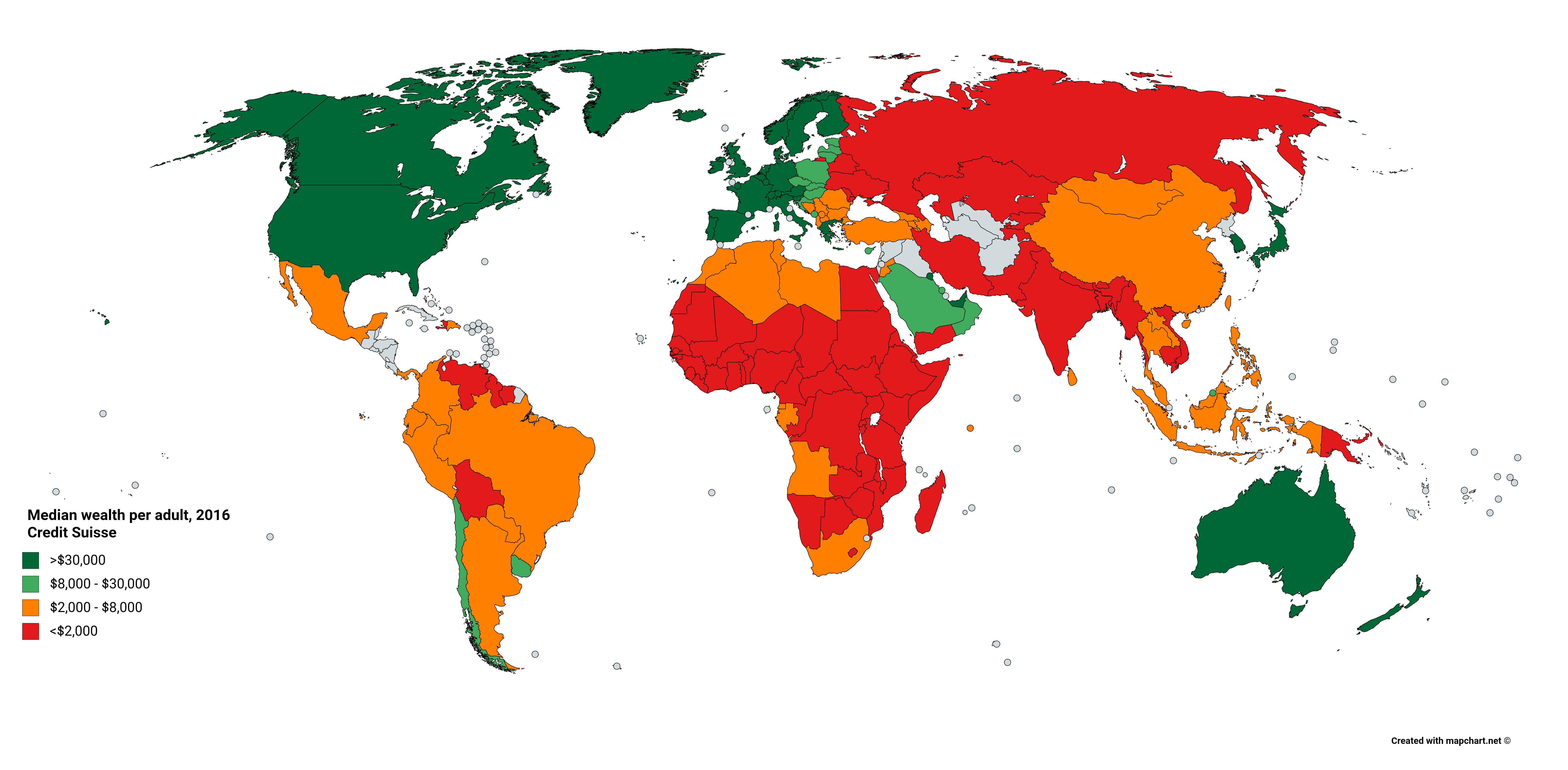
Градація країн по медіанному фінансовому добробуту 1 дорослої людини: темно-зелений — більше 30000 $, червоний — менше 2000 $ (дані 2016, зі звіту «Global Wealth Databook 2016, Credit Suisse»)

«Золоти́й мілья́рд» — вираз-термін, яким позначають населення розвинутих країн з достатньо високим рівнем життя в умовах обмежених ресурсів. Чисельність даного населення в мільярд пов'язана з чисельністю сумарного населення таких країн і регіонів, як США (310,5 млн), Канада (34,3 млн), Австралія (22,5 млн), Євросоюз (27 країн, загалом 500 млн), Нова Зеландія (4,4 млн), Ізраїль (7,5 млн), Ліхтенштейн (35800), Монако (33000), Люксембург (0,5 млн), Андорра (84000), Ватикан (920), Мальта (0,4 млн) до початку третього тисячоліття.
Термін маловживаний в англомовному світі. Натомість він широко поширений на просторах колишнього СРСР.

## Поява терміна
У статті «Якщо деградує середовище мешкання. Мрія про „золотий мільярд“» Рудольф Баландін писав:
| «.. Так вже вийшло, що про цей самий мільярд обраних я почув в кінці вісімдесятих, працюючи в одній із наукових груп, яка готувала екологічну концепцію доповіді тодішньому керівнику СРСР до наради у Ріо-де-Жанейро. На одному із засідань виступив академік Микита Моісеєв. Він... повідомив, що вихід із глобальної екологічної кризи, яка насувається, перш за все в обмеженні народжуванності і доведення числа землян до одного мільярда. — Одного мільярда кого? — спитав я. — Одного мільярда найгідніших людей. Саме стільки може існувати в біосфері, не руйнуючи її... Але це будуть найкращі люди, золотий мільярд...» |
Публіцист А. К. Цикунов (під псевдонімом А. Кузьмич) у 1990 році використав фразу «золотий мільярд» у запропонованому ним трактуванні причин майнової нерівності. Трактування Цикунова є різновидом теорії змови. Інші трактування зустрічаються і до 1990 року, в 1999 термін популяризований.
Також існує варіація словосполучення — «ситий мільярд».

## Пояснення
За словами Сергія Кара-Мурзи, золотий мільярд споживає левову частку всіх ресурсів на планеті. Якщо хоча б половина людства почне споживати ресурси в такій кількості, їх очевидно не вистачить.
Перший закон народонаселення сформулював Томас Мальтус у книзі «Досвід про закон народонаселення у зв'язку з майбутнім удосконаленням суспільства» (1798), де показав загрозу зростаючого населення, що збільшується у геометричній прогресії та ресурсами продовольства, які зростають в арифметичній прогресії. Він розрахував максимально можливу кількість населення Землі, стверджуючи, що для підтримки комфортного рівня життя окремої людини населення планети повинно становити 1,4 млрд. Сучасні «мальтузіанці» скоротили цю цифру до мільярда, який назвали «золотим».
Станом на 1 січня 1990 року на Землі проживало 5,5 млрд людей, на 2009 рік — понад 6,5 млрд. За даними ООН, сировини й енергії вистачить (за оптимального використання) лише на 1 млрд чоловік. Не випадково, що до золотого фонду «одного мільярда» належать такі країни, як США, Японія, країни ЄС та ін., в той час як 4/5 населення Землі з Азії, Африки, пострадянського простору, Латинської Америки, що володіють основною масою сировини й енергії, витіснені з «місця під сонцем» і насправді є сировинними колоніями зазначених країн. Американський дослідник Френсіс Фукуяма поділяє народи на історичні і постісторичні. Якщо для перших можливі конфлікти і голод, то других можуть тривожити лише теми нудьги і духовної порожнечі постісторичного буття. Теоретик «відкритого суспільства» включає в обрані — постісторичні народи. До історичних відносяться чотири мільярди людей, що живуть на грані існування, тобто 2/3 населення планети.
Під егідою ООН за останні десятиліття розроблена різностороння концепція сталого розвитку суспільства і економіки. Для ефективного функціонування цієї системи достатньо 20 % найкваліфікованіших працівників, вчених та спеціалістів планети. Вони, в основному, уже інтегровані країнами «золотого мільярда».
У ХХ столітті відбулося багатократне зростання продуктивності у сільському господарстві (правда, за рахунок колосального збільшення витрат енергії), було розроблено багато нових матеріалів, які зменшили потребу у сировині, за рахунок технічного прогресу також знижена матеріаломісткість у тих виробництвах, в яких замінити натуральну сировину на синтезовану не вдалося. В той же час відбувався швидкий ріст розвіданих запасів корисних копалин. Однак ще в середині XX століття був передбачений пік нафти.
На думку С. Кара-Мурзи, за терміном «золотий мільярд» стоїть певна цілісна геополітична, економічна і культурна концепція: розвинені країни, зберігаючи для свого населення високий рівень споживання, будуть політично, військово та економічно утримувати інший світ в промислово нерозвинутому стані як сировинний додаток, зони зберігання шкідливих відходів і джерело дешевої робочої сили.
Колишній радник президента Франції Франсуа Міттерана Ж. Аргалі в своїй книзі «Тисячоліття. Переможці і переможені в прийдешньому світовому порядку. Лінія горизонту» (1990), перекладеною в Росії в 1993. році під назвою «На порозі нового тисячоліття», вказує, що планета перенаселена за рахунок країн «третього світу». Відомий своєю безпосередньою причетністю до глобального проекту депопуляції Г. Кісінджер. Головною метою створеного ним Управління (Бюро) у справах народонаселення стало «скорочення народонаселення до 2 млрд чоловік шляхом розпалювання воєн, голоду, хвороб і інших необхідних засобів». Відтак постає необхідність обмежити зростання населення в межах достатності природних ресурсів. Немає потреби говорити про те, що еліта не дозволить поставити власне існування під загрозу бурхливому зростанню кількості «зайвих ротів», а отже, слід розпочати практику відбору. Тому демографи вважають, що людство у XXI ст. перейде від нерегульованої високої до низької регульованої народжуваності.
На думку С. Кара-Мурзи золотий мільярд, як концепція, пропонує маніпулювання суспільною свідомістю для збереження стійкого зросту у країнах золотого мільярда — і відключення сировинних придатків від можливості незалежного розвитку, самостійного проникнення на капіталістичний ринок, від інформаційних, технологічних та фінансових можливостей так званого «цивілізаційного світу».

## Відгуки та критика
Супротивники концепції часто посилаються на ефективність капіталістичного ринку — вільна торгівля для того і існує, щоб зробити будь-кого багатим. Прихильники заперечують, що теперішній процес відтоку дешевих людських ресурсів із бідніших країн у багатші для обслуговування інтересів транснаціональних корпорацій не компенсує нерівність.
У одній із своїх книг Джуліан Саймон висловлює думку, що брак матеріальних ресурсів можна подолати за допомогою науки. Наприклад, аргументу браку нафти можна протиставити певні стратегії енергетичного розвитку, таких як використання синтетичного палива.
Анатолій Вассерман вважає «теорію» золотого мільярда «легендою»:

| «Ось чому так популярна легенда про "золотий мільярд". Вона прекрасно пояснює будь-які невдачі усього іншого світу. І будь-який правитель, який побоюється невдачі (а хто її не побоюється?), радісно підтримає такий надійний та популярний громовідвід... Куда страшніше, що ця теорія консервує варварство і відставання... Отже, замовники і поборники легенди про "золотий мільярд" - перш за все політики, які плутають рішучість із метушнею. А жертвами її виявляються не лише всі, кому довелося бути під контролем цих невдах, а і всі, хто вірить існуючому в їх інтересах міфу» |
Потрібно також відмітити, що якби залишився і 1 мільярд, але Землю продовжували забруднювати поліетиленом, мийними засобами, пестицидами, радіацією, через якийсь час це все одно стане небезпечним. Тим паче, в найбагатших країнах викид таких речовин є значним.

## Історія, поширення терміна
Термін увів А. Цикуновим у його книзі «Заговор „Мирового правительства“ (Россия и „золотой миллиард“)» та використовував його у своїх статтях. Основну ідею цього терміна взято з «The Limits to Growth» — що існує достатньо ресурсів лише для одного мільярда заможних людей на Землі, у протилежному випадку планета виснажиться від економічного перевантаження. Пізніше цей термін популяризував російський письменник Сергій Кара-Мурза.
Термін «золотий мільярд» з'явився як синтез двох великих ідей сучасної західної культури. Одна ідея пов'язана з уявленням про «золоту еру» прогресу й благополуччя, інша — з песимістичним визнанням обмеженості ресурсів Землі й неможливості поширення цього благополуччя на все населення планети. Безумовно, цей термін не вживається в офіційних документах, де його замінюють таким набором понять і визначень, що зміст стає зрозумілим з контексту. На Заході цей термін означає населення країн («першого світу»), що входять до Організації економічного співробітництва та розвитку (ОЕСР). У цю організацію входять близько 30 держав, їх населення і складає «золотий мільярд». Цей термін визначає певну цілісну геополітичну, економічну та культурну концепцію. Суть її полягає в тому, що розвинені країни, зберігаючи для свого населення високий рівень споживання, намагатимуться військовими й економічними засобами утримувати решту світу в промислово нерозвиненому стані. Населення цих країн повинно бути скорочене за допомогою цілої системи нових соціальних технологій